# Harris-lijn

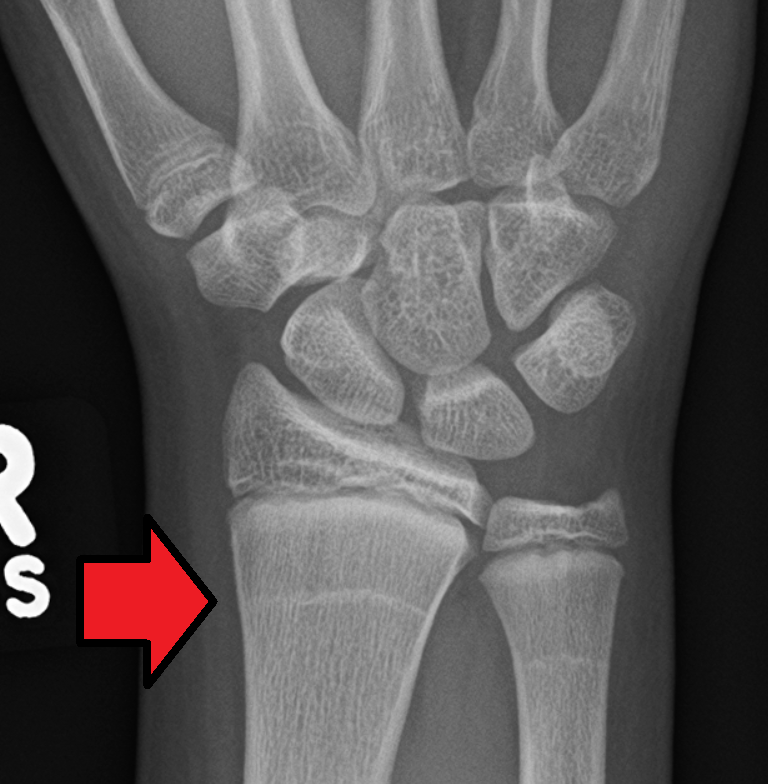
Harris-lijn op een röntgenfoto van het spaakbeen

Een Harris-lijn, groeistoplijn van Parks of groeistoplijn is een lijn met een verhoogde botdichtheid die de positie van de groeischijf weergeeft op het moment van stopzetting van de lengtegroei van het lange bot. Ze is zichtbaar op een röntgenfoto of in dwarsdoorsnede, maar ook beschreven op CT-scans en op MRI. De leeftijd waarop de lijnen zijn gevormd, kan worden geschat op basis van een röntgenfoto. Harris-lijnen vormen zich vaker op het scheenbeen (vooral de onderste helft), maar kunnen zich theoretisch op elk lang bot vormen. Zo zijn ze bijvoorbeeld beschreven op middenvoetsbeentjes, spaakbenen, opperarmbeenderen en zelfs wervellichamen. Harris-lijnen kunnen ook in de loop van het leven verdwijnen.
Harris-lijnen worden vaak gezien als gevolg van jeugdige ondervoeding, ziekte,  verwonding of langdurige immobiliteit. Andere onderzoeken tonen echter aan dat Harris-lijnen een gevolg van normale groei en groeispurten zijn in plaats van puur een gevolg van voedings- of ziektestress en veel voorkomen bij de botgroei bij kinderen en adolescenten. De lijnen zijn vernoemd naar Henry Albert Harris (1886-1968), hoogleraar anatomie aan de Universiteit van Cambridge of Edwards Albert Park (1877–1969), Amerikaanse kinderarts.
Met name tekorten aan eiwitten en vitamines, longontsteking, pokken, inname van giftige stoffen (alcohol) en psychologische problemen, osteoporose, hypo- of hyperparathyreoïdie, het syndroom van Cushing, de ziekte van Paget, blootstelling aan straling of zelfs leukemie, die leiden tot vertraagde lengtebotgroei, kunnen resulteren in de vorming van Harris-lijnen. Tijdens het proces van endochondrale botgroei resulteert het stoppen van osteoblastische activiteit in de afzetting van een dunne laag bot onder de kraakbeenkap, wat mogelijk Harris-lijnen vormt. Vervolgens is het herstel, noodzakelijk voor het herstel van osteoblastische activiteit, ook betrokken bij de vorming van Harris-lijnen. Wanneer volwassen kraakbeencellen opnieuw worden geactiveerd, hervat de botgroei, wat een verdikking van de benige laag veroorzaakt. Daarom manifesteert volledig herstel van periodes van chronische ziekte of ondervoeding zich ook als transversale lijnen op röntgenfoto's. Lijnen zijn meestal dikker bij langdurige en ernstige ondervoeding. De vorming van Harris-lijnen bereikt doorgaans een piek in lange botten rond de 2-3 jaar na de geboorte en wordt zeldzaam na de leeftijd van 5 jaar. Harris-lijnen komen vaker voor bij jongens dan bij meisjes.

## Gebruik in de paleoantropologie
In de paleoantropologie zijn Harris lijnen van belang doordat ze na de dood blijven bestaan en zijn waargenomen op skeletten die 45.000 jaar oud zijn. Hoewel deze lijnen onbetrouwbaar zijn voor het beoordelen van de gezondheidstoestand op individueel niveau, zijn ze wel nuttig voor het beoordelen van de gezondheidstoestand van een bevolking. Dit is de reden waarom verschillende onderzoeken hebben geprobeerd te zoeken naar de aanwezigheid van Harris-lijnen op de skeletten van oude populaties.

 In onderzoeken waarin oude en moderne populaties werden vergeleken, was het aantal Harris-lijnen hoger in premoderne populaties, wat een slechtere gezondheid weerspiegelde.